# Взяти Тарантіно
«Взя́ти Таранті́но» —  російський  комедійний міні-телесеріал Романа Качанова. Складається з 8 серій.

## Сюжет
В основі сюжету — історія про те як казково багаті калмицькі кочівники з віддаленого російського поселення Карра-Ой, що захоплюються кінематографом, вирішили на весіллі своїх дітей показати фільм найвищої художньої цінності, якого ще ніхто не бачив. За наводкою якогось кінокритика вони зупинили свій вибір на новому фільмі  Квентіна Тарантіно, який ще не вийшов у прокат. Протягом серіалу його герої, не шкодуючи на це коштів, намагаються дістати якісну копію нового фільму, суворо охороняється в студії Тарантіно. У цьому їм допомагають як мудрість їх кочівницьких світогляду, так і герої з Москви — радикальний кіноексперти професор Фелікс Добржанський на прізвисько Фелліні і молодий авантюрист Макс Богушем.

## Список учасників

### Режисер
- Роман Качанов

### Сценаристи
- Олександр Горшанов
- Іраклій Квірікадзе
- Андрій Житков

### Продюсери
- Іраклій Квірікадзе
- Аркадій Цімблер
- Денис Євстигнєєв

### Актори
- Петро Федоров — Макс Богушем
- Богдан Ступка — професор Фелікс Добржанський « Фелліні »
- Людмила Гурченко — Ганна Василівна, бабуся Макса та подруга Фелліні
- Ігор Золотовицький — Найхал
- Хаджідурди Нарліев — Мазанхан, молодший брат Ходжігорхана
- Муканбек Токтобаев — Ходжігорхан
- Віктор Вержбицький — Сальватор
- Ольга Арнтгольц — Лєра
- Павло Дерев'янко — Гоша
- Амаду Мамадаков
- Єгор Барінов — Квентін Тарантіно
- Ангеліна Чернова — Катя

### Інші
- Композитор: Олександр Пантикін
- Оператор:  Дмитро Яшонков
- Оповідач:  Олексій Колган
- Художник-постановник: Володимир Ярина